# Darlehen (Österreich)
Als Darlehensvertrag bezeichnet man im österreichischen Schuldrecht einen Vertrag nach § 983 ABGB. Danach verpflichtet sich hierbei „der Darlehensgeber, dem Darlehensnehmer vertretbare Sachen mit der Bestimmung zu übergeben, dass der Darlehensnehmer über die Sachen nach seinem Belieben verfügen kann. Der Darlehensnehmer ist verpflichtet, dem Darlehensgeber spätestens nach Vertragsende ebenso viele Sachen derselben Gattung und Güte zurückzugeben“.

## Rechtsgeschichte
Der Darlehensvertrag war bis 2010 in Anlehnung an das mutuum des römischen Rechts als Realvertrag gestaltet. Im Rahmen der Umsetzung der Verbraucherkredit-RL 2008/48/EG, ABl2008 L 133 S66 entschied sich der Gesetzgeber für eine Reform des Darlehensrechts, die am 11. Juni 2010 in Kraft trat und alle Verträge betrifft, die nach dem 10. Juni 2010 geschlossen wurden.

## Vertragstyp
Das österreichische Recht fasst unter dem Begriff Darlehen sowohl das Sach- als auch das Gelddarlehen: Einzige Voraussetzung nach § 984 ABGB ist, dass die Sache vertretbar sein muss. Nach neuer Dogmatik ist das Darlehen nunmehr Konsensualvertrag. Er ist zugleich Eigentumserwerbtitel nach § 1461 ABGB, soweit der Darlehensgeber Eigentümer ist oder die Voraussetzungen des Erwerbs vom Nichtberechtigten nach §§ 367 f. ABGB bestehen.